# أي دي آي 4277 و أي دي بي أف 132
أي دي آي 4277 و أي دي بي أف 132 (5 مايو 2011)، هي قضايا بارزة في المحكمة الفيدرالية العليا في البرازيل حول الاعتراف القانوني بالعلاقات المثلية في البرازيل.

## الحقوق
بعد قرار المحكمة الفيدرالية العليا، مُنحت نفس حقوق زواج المغايرين البالغ عددها 112 للعلاقات المستقرة المثلية أيضًا، وخلق نظام اتحاد مدني بحكم الواقع، بما في ذلك أهمها:
- تبني المثليين للأطفال
- الميراث
- راتب التقاعد
- خطة العلاج

## قرار المحكمة الفيدرالية العليا

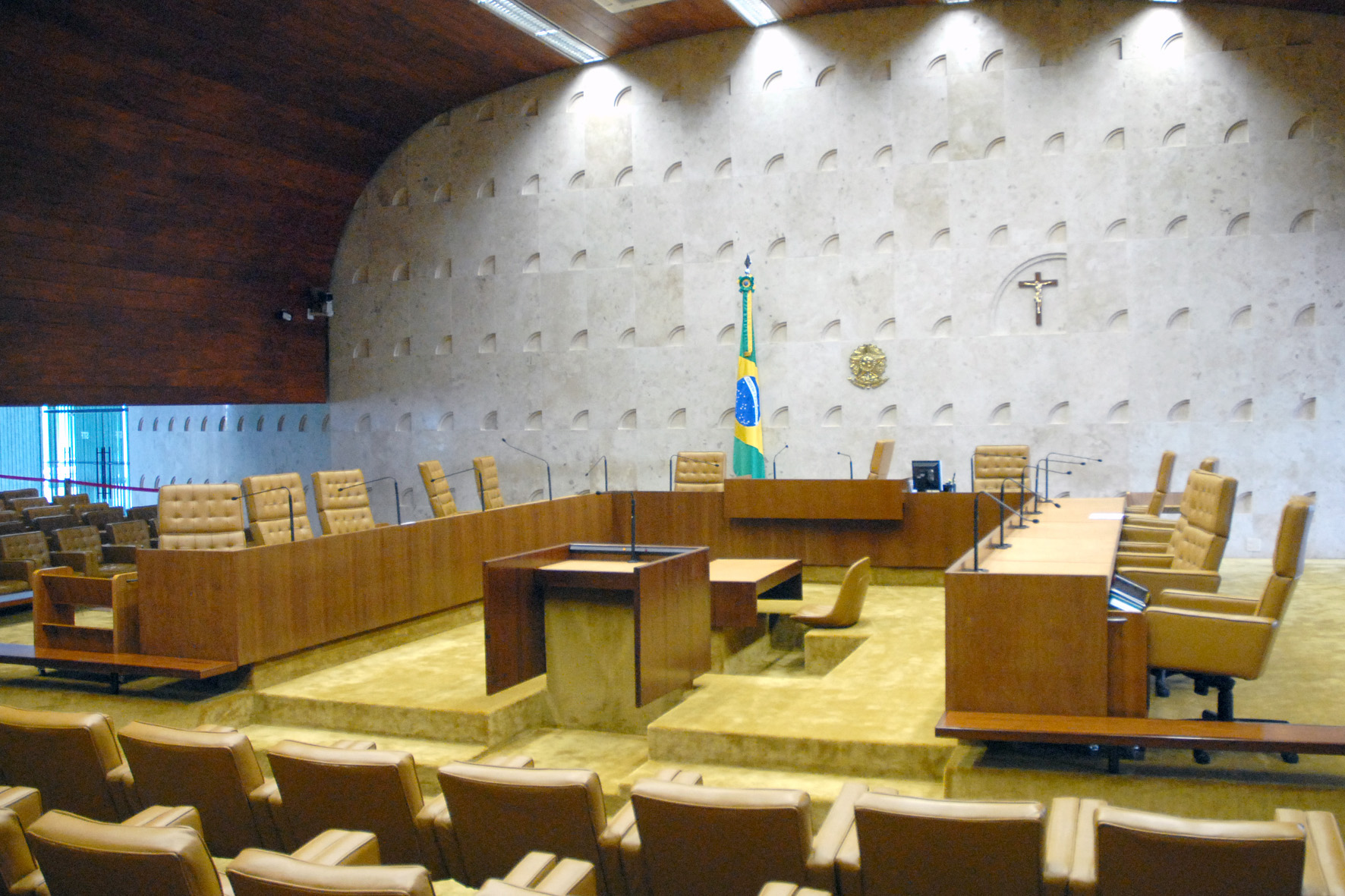
المحكمة الفيدرالية العليا في البرازيل.

### التمثيل القضائي
| قضاة المحكمة الفيدرالية العليا في البرازيل | القضاة | نعم | لا |
| ------------------------------------------ | ------ | --- | -- |
| أنطونيو سيزار بيلوسو                       | 1      | 1   |    |
| كارلوس أيريس بريتو                         | 1      | 1   |    |
| كارمن لوسيا أنتونيس روشا                   | 1      | 1   |    |
| غيلمار فيريرا منديس                        | 1      | 1   |    |
| خوسيه سيلسو دي ميلو                        | 1      | 1   |    |
| ماركو أوريليو ميلو                         | 1      | 1   |    |
| إلين غرايسي نورثفليت                       | 1      | 1   |    |
| جواكيم بينيديتو باربوسا غوميز              | 1      | 1   |    |
| إنريكيه ريكاردو ليفاندوفسكي                | 1      | 1   |    |
| لويز فو                                    | 1      | 1   |    |
| العدد الإجمالي                             | 10     | 10  | 0  |

### التمثيل التشريعي
| المدعي العام للبرازيل | المدعي العام | نعم | لا |
| --------------------- | ------------ | --- | -- |
| روبرتو غورغيل         | 1            | 1   |    |
| العدد الإجمالي        | 1            | 1   | 0  |

### التمثيل التنفيذي
| المحامي العام للبرازيل | المحامي العام | نعم | لا |
| ---------------------- | ------------- | --- | -- |
| لويس إيناسيو آدامز     | 1             | 1   |    |
| العدد الإجمالي         | 1             | 1   | 0  |

### شخص ثالث غير مشترك بالنزاع يستأنس برأيه في قضية
| شخص ثالث غير مشترك بالنزاع يستأنس برأيه في قضية (دعم أي دي آي 4277 و أي دي بي أف 132) (13) | شخص ثالث غير مشترك بالنزاع يستأنس برأيه في قضية (دعم أي دي آي 4277 و أي دي بي أف 132) (13)            | شخص ثالث غير مشترك بالنزاع يستأنس برأيه في قضية (دعم أي دي آي 4277 و أي دي بي أف 132) (13) | شخص ثالث غير مشترك بالنزاع يستأنس برأيه في قضية (دعم أي دي آي 4277 و أي دي بي أف 132) (13) | شخص ثالث غير مشترك بالنزاع يستأنس برأيه في قضية (دعم أي دي آي 4277 و أي دي بي أف 132) (13) | شخص ثالث غير مشترك بالنزاع يستأنس برأيه في قضية (دعم أي دي آي 4277 و أي دي بي أف 132) (13) | شخص ثالث غير مشترك بالنزاع يستأنس برأيه في قضية (دعم أي دي آي 4277 و أي دي بي أف 132) (13) | شخص ثالث غير مشترك بالنزاع يستأنس برأيه في قضية (دعم أي دي آي 4277 و أي دي بي أف 132) (13) | شخص ثالث غير مشترك بالنزاع يستأنس برأيه في قضية (دعم أي دي آي 4277 و أي دي بي أف 132) (13) | شخص ثالث غير مشترك بالنزاع يستأنس برأيه في قضية (دعم أي دي آي 4277 و أي دي بي أف 132) (13) | شخص ثالث غير مشترك بالنزاع يستأنس برأيه في قضية (دعم أي دي آي 4277 و أي دي بي أف 132) (13) | شخص ثالث غير مشترك بالنزاع يستأنس برأيه في قضية (دعم أي دي آي 4277 و أي دي بي أف 132) (13)                               | شخص ثالث غير مشترك بالنزاع يستأنس برأيه في قضية (دعم أي دي آي 4277 و أي دي بي أف 132) (13) |
| ------------------------------------------------------------------------------------------ | --- | ------------------------------------------------------------------------------------------ | ------------------------------------------------------------------------------------------ | ------------------------------------------------------------------------------------------ | ------------------------------------------------------------------------------------------ | ------------------------------------------------------------------------------------------ | ------------------------------------------------------------------------------------------ | ------------------------------------------------------------------------------------------ | ------------------------------------------------------------------------------------------ | ------------------------------------------------------------------------------------------ | --- | ------------------------------------------------------------------------------------------ |
| كونكتاس حقوق الانسان                                                                       | المؤسسة البرازيلية للمثليين، والمثليات، مزدوجي التوجه الجنسي، ترافستي، المتحولين جنسيا، وثنائيي الجنس | جمعية ساو باولو للتشجيع على التعليم والصحة                                                 | المعهد البرازيلي لقانون الأسرة                                                             | مجموعة قوس قزح للتوعية المثلية                                                             | الجمعية البرازيلية للقانون العام                                                           | مجموعة المثليبن في باهيا                                                                   | Instituto de Bioética, Direitos Humanos e Gênero (ANIS)                                    | معهد أخلاقيات البيولوجيا وحقوق الإنسان والجنس                                              | مؤسسة ترافيستي والمتحولين جنسيا في ميناس غيرايس                                            | مركز الكفاح من أجل التوجه الجنسي المجاني                                                   | مركز المرجع للمثليين، والمثليات، مزدوجي التوجه الجنسي، ترافستي، المتحولين جندريا، والمتحولين جنسيا في ولاية ميناس غيرايس | مكتب ولاية ميناس غيرايس لحقوق الإنسان                                                      |

| شخص ثالث غير مشترك بالنزاع يستأنس برأيه في قضية (ضد أي دي آي 4277 و أي دي بي أف 132) (2) | شخص ثالث غير مشترك بالنزاع يستأنس برأيه في قضية (ضد أي دي آي 4277 و أي دي بي أف 132) (2) |
| ---------------------------------------------------------------------------------------- | ---------------------------------------------------------------------------------------- |
| جمعية بنوك إدواردو                                                                       | المؤتمر الوطني لأساقفة البرازيل                                                          |